# Seshego
Seshego ist eine Stadt in der südafrikanischen Provinz Limpopo. Sie liegt in der Lokalgemeinde Polokwane im Distrikt Capricorn.

## Geographie
2011 hatte Seshego 83.863 Einwohner (Volkszählung 2011). Die Stadt ist in Zonen aufgeteilt. Nordwestlich liegt die Siedlung Makgofe, unmittelbar südöstlich der Verwaltungssitz der Gemeinde, Polokwane. Am Westrand des Ortes liegt der Seshego Dam, der vom Motlautsi gespeist wird. 84,5 % der Einwohner sprechen als erste Sprache Sepedi.

## Geschichte
Seshego wurde als Township für das nahegelegene Pietersburg (heute Polokwane) gegründet. Der Name steht für ein „Silo, in dem Korn gespeichert wird“. 1972 bis 1974 war Seshego die provisorische Hauptstadt des Homelands Lebowa.

## Wirtschaft und Verkehr
In Seshego gibt es Unternehmen der Nahrungsmittel- und Tabakindustrie. Viele Bewohner arbeiten in Polokwane.
Östlich an Seshego vorbei führt die Fernstraße R521, die Polokwane mit dem Grenzübergang Pontdrif am Limpopo im Norden verbindet, durch die Stadt verläuft die R567, die von Polokwane durch Seshego westwärts bis zur N11 führt.

## Persönlichkeiten
- Gerard Sekoto (1913–1993), bildender Künstler, in den 1930er Jahren Lehrer an der Khaiso Secondary School
- Julius Malema (* 1981), Politiker, geboren und aufgewachsen in Seshego